# Helina keremeosa
Helina keremeosa este o specie de muște din genul Helina, familia Muscidae, descrisă de John Otterbein Snyder în anul 1949.
Este endemică în California. Conform Catalogue of Life specia Helina keremeosa nu are subspecii cunoscute.